# Третьяк, Иван Лукич
Иван Лукич Третьяк (20 июля 1906, Тепловка, Полтавская губерния — 13 сентября 1976, Боярка, Киевская область) — командир 21-й гвардейской танковой бригады 5-го гвардейского танкового корпуса 6-й гвардейской танковой армии 2-го Украинского фронта, гвардии подполковник. Герой Советского Союза.

## Биография
Родился 20 июля 1906 года в селе Тепловка (ныне Пирятинского района Полтавской области). Украинец. Член ВКП(б)/КПСС с 1930 года. Окончил семь классов неполной средней школы и профтехшколу. Работал трактористом. В 1932 году окончил совпартшколу.
В 1928 году призван в ряды Красной Армии. В 1930 году демобилизовался. Вторично призван в 1932 году. В том же году окончил курсы усовершенствования командного состава, в 1941 году — ускоренный курс Военной академии механизации и моторизации. В боях Великой Отечественной войны с июня 1941 года. Воевал на Воронежском и 2-м Украинском фронтах.
Особенно отличился, командуя 21-й гвардейской Житомирской Краснознамённой танковой бригадой во время Корсунь-Шевченковской операции, а также в боях в районе Ясс и Плоешти на территории Румынии 20-31 августа 1944 года. В дни наступления на город Фокшаны И. Л. Третьяк мастерски провёл тактический манёвр бригады, одним из первых преодолел на танке укрепления противника. Ворвавшись в село, он разгромил группу противников, которая обстреливала переправу. Продуманные и решительные действия командира бригады обеспечили успешное форсирование реки Серет на юго-запад от города Фокшаны. Во взаимодействии с другими подразделениями наших войск танковая бригада гвардии подполковника И. Л. Третьяка участвовала в освобождении многих городов Румынии, громила врага в Венгрии, Австрии, Чехословакии. Танкисты И. Л. Третьяка трое суток вели ожесточённые бои с врагом на ближних подступах к Будапешту. На одной из станций гвардейцы захватил и эшелон с шестьюдесятью танками. Во время боя за станцию танк командира бригады был подбит, а сам И. Л. Третьяк — ранен, но продолжал руководить боем вплоть до разгрома вражеской группировки.
Указом Президиума Верховного Совета СССР от 28 апреля 1945 года за образцовое командование танковой бригадой в боях за освобождение Румынии и проявленные при этом личное мужество и героизм гвардии подполковнику Ивану Лукичу Третьяку присвоено звание Героя Советского Союза с вручением ордена Ленина и медали «Золотая Звезда».
В 1953 году окончил артиллерийские курсы усовершенствования офицерского состава. С 1956 года полковник И. Л. Третьяк — в запасе. Жил и работал в городе Боярка Киевской области. Скончался 13 сентября 1976 года.
Награждён орденами Ленина, Красного Знамени, Суворова 2-й степени, двумя орденами Отечественной войны 2-й степени, орденом Красной Звезды, медалями.